# Moogerah Peaks National Park
Moogerah Peaks National Park är en park i Australien. Den ligger i delstaten Queensland, omkring 78 kilometer sydväst om delstatshuvudstaden Brisbane. Den ligger vid sjön Lake Moogerah.
Runt Moogerah Peaks National Park är det mycket glesbefolkat, med 5 invånare per kvadratkilometer.. Närmaste större samhälle är Boonah, omkring 14 kilometer öster om Moogerah Peaks National Park.
I omgivningarna runt Moogerah Peaks National Park växer huvudsakligen savannskog. Genomsnittlig årsnederbörd är 1 402 millimeter. Den regnigaste månaden är januari, med i genomsnitt 269 mm nederbörd, och den torraste är september, med 37 mm nederbörd.